# ペンドラゴン (バンド)
ペンドラゴン（Pendragon）は、イングランド出身のプログレッシブ・ロック・バンド。
1970年代の英プログレッシブ・ロックを継承する1980年代のスタイル「ネオ・プログレッシブ・ロック」の代表的バンド。後年はシンフォニック・ロックを主体に、40年以上にわたり活動している。

## 概要・略歴

### ポンプ・ロック期（1978年 - 1990年）
1978年、ニック・バレット（ボーカル、ギター）、ピーター・ジー（ベース）らを中心に英グロスターシャー州で結成。当初のバンド名は「ゼウス・ペンドラゴン」であったが、後に現行名に短縮した。
長い期間ローカルバンドの域を出なかったが、1983年 当時売り出し中だったネオ・プログレッシブ・ロック・バンド「マリリオン」のマネージメントに見出され、同所主宰のレーベル「Elusive Records」と契約。翌1984年にEP『Fly High Fall Far』でデビューした。更に1985年、1stフル・アルバム『宝石』を発表する。
1986年、大幅なメンバーチェンジを実施し、クライヴ・ノーラン（キーボード）やファッジ・スミス（ドラム）が新加入。同年に1stライブ・アルバム『9:15 Live』、1988年には2ndアルバム『叩頭 (カウタウ)』をリリースする。

### 自主レーベル設立 - 以降（1991年 - 現在）
1991年、バンドは自主レーベル「Toff Records」を設立。これより全ての作品を管理化に置き、作風や制作の自由度が解放された。同年、第一弾の3rdアルバム『ザ・ワールド』をリリース。以後、4th『ウィンドウ・オヴ・ライフ』、5th『仮面舞踏への序曲』、6th『幻影の寓話』と、2000年代まで質の高いシンフォニック・ロック作品を発表していく。
バンドは特にポーランドからの支持が高く、その縁で2000年代からライブ音源・映像部門を同国のプロダクション「メタル・マインド・プロダクションズ」に委託する。
2005年、7thコンセプト・アルバム『ビリーヴ』をリリース。これ以降 作風に若干の変化が見られ、一部から賛否両論が起こった。
2006年、長年在籍したメンバー ファッジ・スミスが脱退。以降、ドラマーの出入りが不安定になる。
2008年、結成30周年にリリースした8thアルバム『ピュア』が高い評価を受け、欧州の有力プログレ専門サイト『DPRP』で同年度の「Album of the Year」に輝く。
2011年、9thアルバム『パッション』をリリース。
2013年、デビュー30周年に向け、コンピレーションやライブ作品と連動して大々的に展開。翌2014年に節目の10thコンセプト・アルバム『メン・フー・クライム・マウンテンズ』を発表。
2017年、5thアルバム『仮面舞踏への序曲』のリリース20周年を記念して、完全再現したライブアルバム『ライヴ・イン・ポーランド - 「仮面舞踏への序曲」20周年記念公演』をリリース。同年秋に初来日公演を開催。
2020年、6年ぶりの11thアルバム『ラヴ・オーヴァー・フィアー』を発表。

## スタイル
1980年代は同世代の「マリリオン」「IQ」らと並び、後期ジェネシスを模倣したようなキャッチーなネオ・プログレッシブ・ロックをスタイルとしていた。
自主レーベルを設立した1990年代以降はキャッチーに加え、メロディアスでファンタジックな叙情的シンフォニック・ロックを展開。2000年代半ばからは幾分ハードなサウンドやアコースティックも加味し、陰鬱な表現にも依っている。

## メンバー
※2021年4月時点

### 現ラインナップ
- ニック・バレット (Nick Barrett) - ボーカル、ギター、キーボード (1978年- )
- ピーター・ジー (Peter Gee) - ベース (1978年- )
- クライヴ・ノーラン (Clive Nolan) - キーボード、ボーカル (1986年- )
- ジャン＝ヴィンセント・ベラスコ (Jan-Vincent Velazco) - ドラム (2015年- )

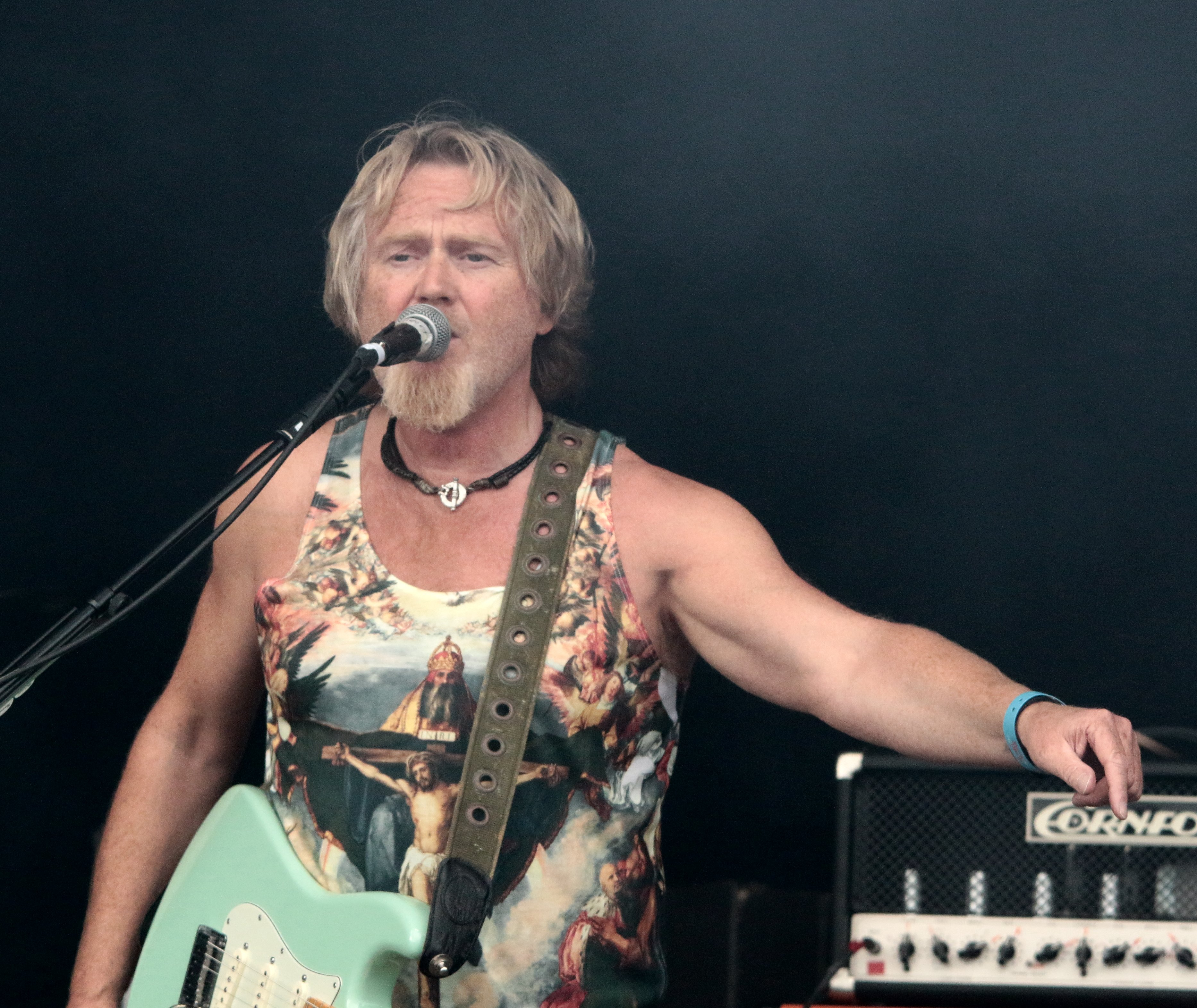
ニック・バレット (G、Vo) 2015年
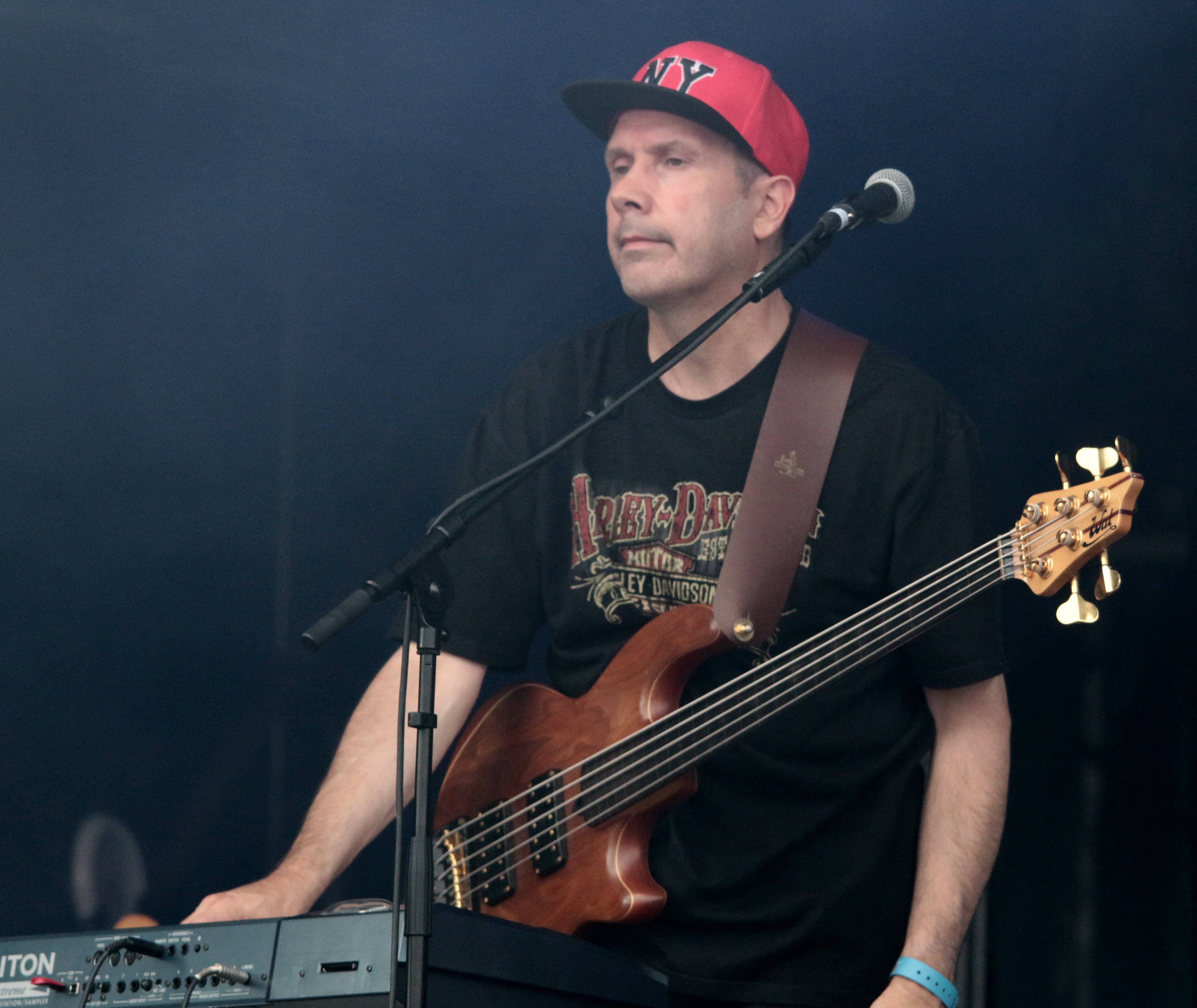
ピーター・ジー (B) 2015年
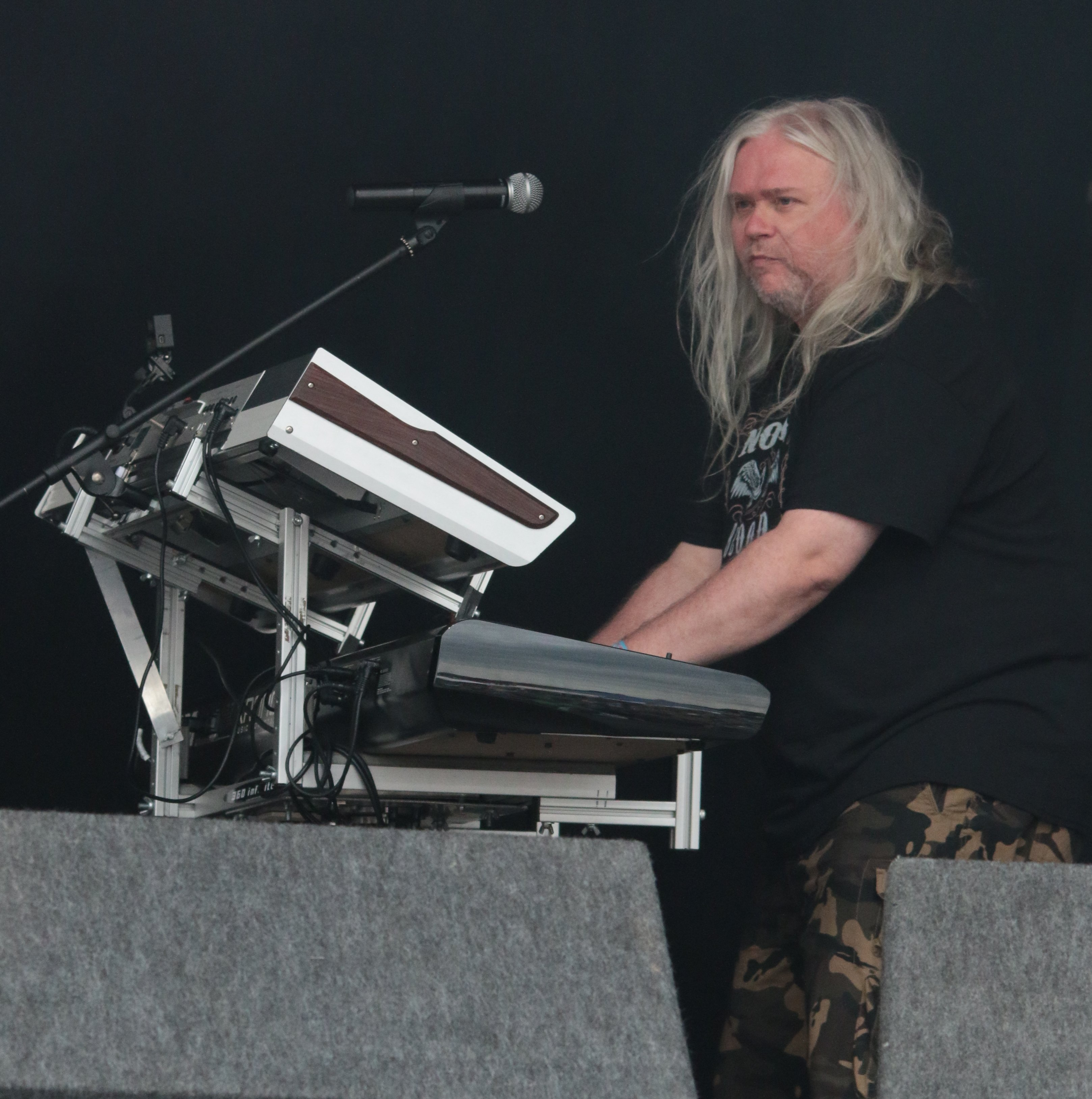
クライヴ・ノーラン (Key、Vo) 2015年
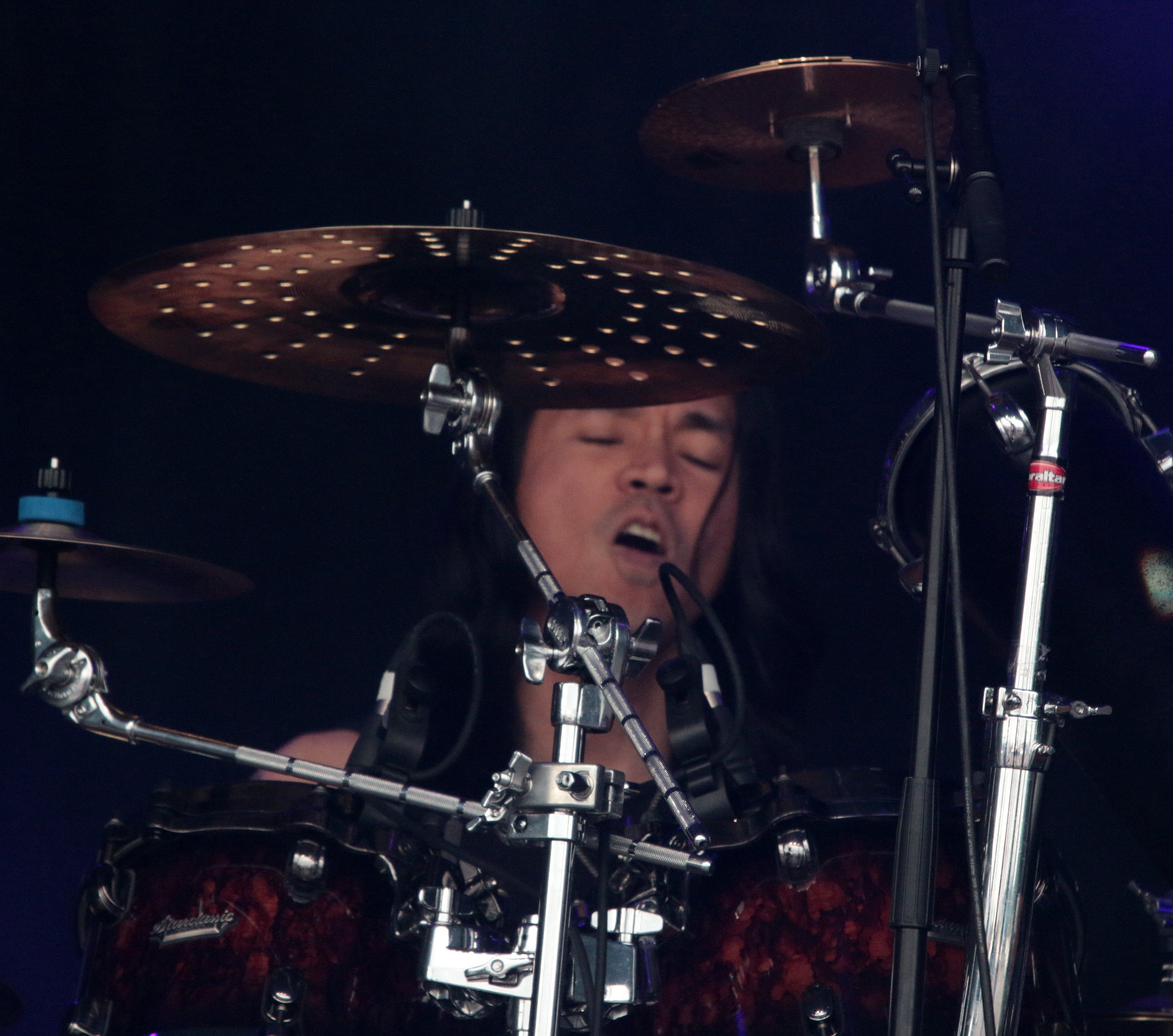
ジャン＝ヴィンセント・ベラスコ (Dr) 2015年

### 旧メンバー
- ジョン・バーンフィールド (John Barnfield) - キーボード (1978年-1984年)
- リック・カーター (Rick Carter) - キーボード (1984年-1986年)
- アラン・ジョルフィ (Alan Gyorffy) - ドラム (1978年)
- ナイジェル・ハリス (Nigel Harris) - ドラム (1978年-1984年)
- マット・アンダーソン (Matt Anderson) - ドラム (1984年-1986年)
- ファッジ・スミス (Fudge Smith) - ドラム (1986年-2006年)
- ジョー・クラブツリー (Joe Crabtree) - ドラム (2006年-2008年)
- スコット・ハイアム (Scott Higham) - ドラム (2008年-2014年)
- クレイグ・ブランデル (Craig Blundell) - ドラム (2014年-2015年)

## ディスコグラフィ

### スタジオ・アルバム
- 『宝石』 - The Jewel (1985年)
- 『叩頭 (カウタウ)』 - Kowtow (1988年)
- 『ザ・ワールド』 - The World (1991年)
- 『ウィンドウ・オヴ・ライフ』 - The Window of Life (1993年)
- 『仮面舞踏への序曲』 - The Masquerade Overture (1996年)
- 『幻影の寓話』 - Not Of This World (2001年)
- 『ビリーヴ』 - Believe (2005年)
- 『ピュア』 - Pure (2008年)
- 『パッション』 - Passion (2011年)
- 『メン・フー・クライム・マウンテンズ』 - Men Who Climb Mountains (2014年)
- 『ラヴ・オーヴァー・フィアー』 - Love Over Fear (2020年)

### ライブ・アルバム
- 『9:15ライヴ』 - 9:15 Live (1986年)
- 『ライヴ・イン・リール』 - The Very Very Bootleg (1993年)
- Utrecht… the Final Frontier (1995年)
- Live in Kraków (1997年)
- 『アコースティカリー・チャレンジド』 - Acoustically Challenged (2002年)
- Out of Order Comes Chaos (2013年)
- 『ライヴ・イン・ポーランド〜「仮面舞踏への序曲」』 - Masquerade 20 (2017年)

### EP/ミニ・アルバム
- Fly High Fall Far (1984年)
- Red Shoes (1987年)
- Saved by You (1989年)
- Fallen Dreams and Angels (1994年)
- As Good as Gold (1996年)

### コンピレーション・アルバム
- 『レスト・オブ・ペンドラゴン』 - The Rest of Pendragon (1991年)
- Overture 1984-1996 (1998年)
- Once Upon a Time in England Volume 1 & 2 (1999年)
- The History 1984–2000 (2000年)
- Introducing Pendragon (2013年)

### 映像作品
- 『ライヴ…アット・ラスト・アンド・モア』 - Live at Last… and More (2002年)
- 『アンド・ナウ・エヴリバディ・トゥ・ザ・ステージ』 - And Now Everybody to the Stage (2006年)
- Past and Presence (2007年)
- Concerto Maximo (2009年)
- Out of Order Comes Chaos (2013年)
- 『ライヴ・イン・ポーランド - 「仮面舞踏への序曲」20周年記念公演』 - Masquerade 20 (2017年)